# Швецов, Евгений Валерьевич
Евге́ний Вале́рьевич Швецо́в (28 февраля 1988, в г. Омске — российский спортсмен-легкоатлет, трёхкратный чемпион летних Паралимпийских игр 2012. Многократный чемпион мира, Европы и России. Заслуженный мастер спорта России. Рекордсмен мира и Паралимпийских игр.

## Биография
Евгений Швецов родился в г. Омске в 1988 году с родовой травмой. В результате повреждения он является инвалидом по слуху, а также страдает нарушениями опорно-двигательного аппарата. Он учился в Саранской школе для глухих детей и окончил её с двумя четвёрками в аттестате.

## Награды
- Орден Дружбы (10 сентября 2012 года) — за большой вклад в развитие физической культуры и спорта, высокие спортивные достижения на XIV Паралимпийских летних играх 2012 года в городе Лондоне (Великобритания)[1].
- Почётная грамота Президента Российской Федерации (19 сентября 2016 года) — за большой вклад в развитие физической культуры и спорта, высокие спортивные достижения.[2].